# Ludwig Simons
Ludwig (oder Louis) Benjamin Simons (* 13. Dezember 1803 in Elberfeld (heute Stadtteil von Wuppertal); † 19. Juli 1870 in Elberfeld) war ein preußischer Jurist und Politiker.

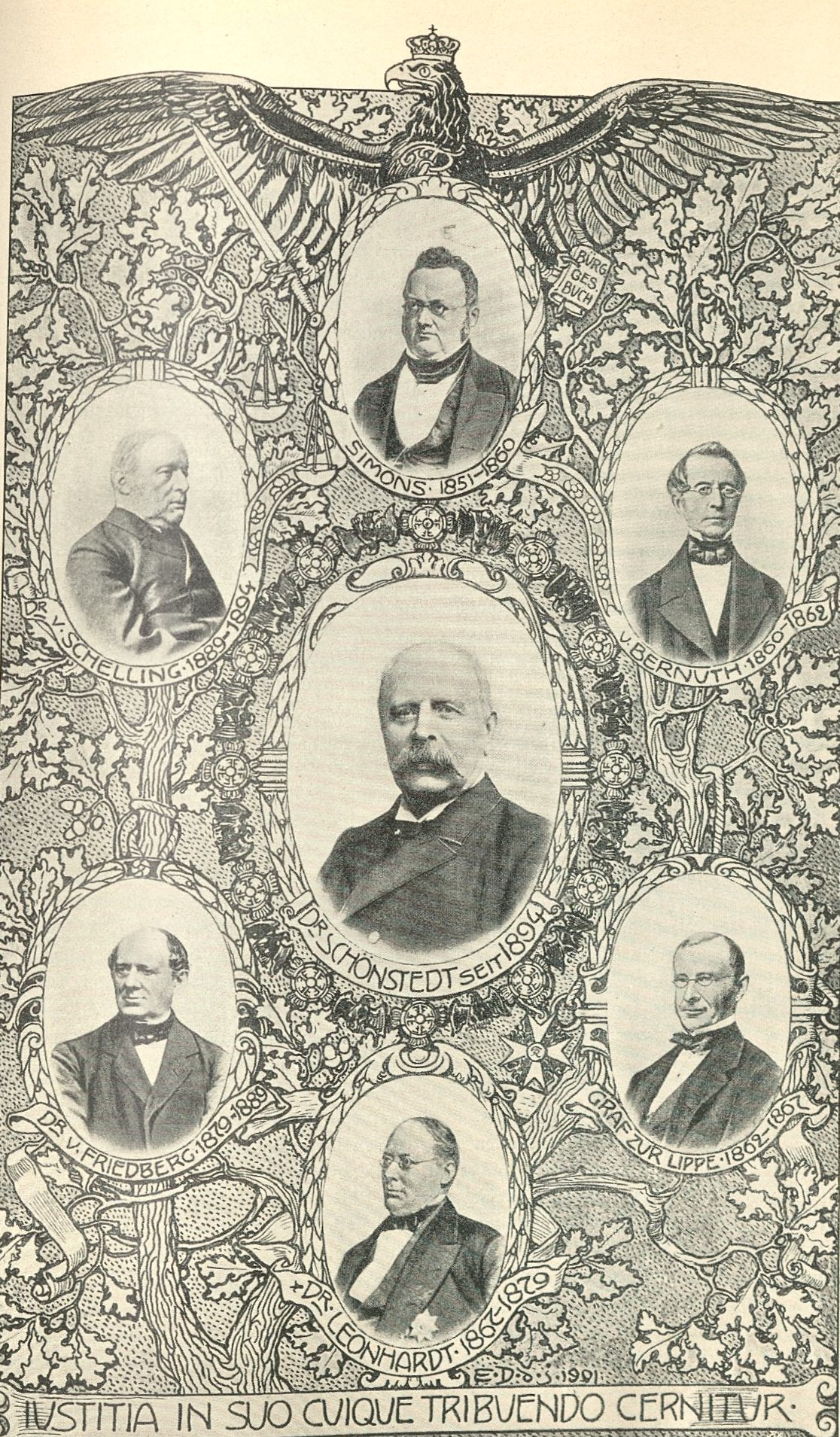
Justizminister Preußens 1851–1905

## Leben und Wirken
Ludwig Simons Großvater Johann Simons (1735–1789) zog 1770 aus Renderath ins Bergische Land und begründete mit seiner Seidenweberei Johann Simons Erben am Elberfelder Islandufer die Wuppertaler Seiden- und Samtindustrie. Sein Vater Winand Simons, führte  Johann Simons Erben fort.
Zwischen 1822 und 1825 studierte Simons Rechtswissenschaften in Bonn und Berlin. Anschließend arbeitete er zunächst am Appellationsgericht in Köln und später am Landgericht Düsseldorf. Seit 1832 war er Prokurator (Staatsanwalt) in Düsseldorf und seit 1835 in Elberfeld. Zwischen 1841 und 1847 amtierte Simons als dritter General-Advocat (Generalstaatsanwalt) in Köln. Mit dem Titel eines geheimen Justizrates war er zwischen 1847 und 1849 vortragender Rat im preußischen Justizministerium.
Gleichzeitig war er 1848 Mitglied der preußischen Nationalversammlung. Als solcher gehörte er der Rechten an und vertrat gemäßigt liberale bis konservative Ansichten. Zwischen 1849 und 1860 war Simons preußischer Justizminister und Mitglied im Staatsrat. Außerdem gehörte Simons zwischen 1849 und 1852 der ersten Kammer des preußischen Landtages. dem Herrenhaus, an. Zwischen 1852 und 1854 war er außerdem Mitglied in der zweiten Kammer. Seit 1854 trug er den Titel eines Kronsyndikus. Nach dem Ende seiner Amtszeit als Justizminister lebte er als Privatier. Er war seit dem 20. Januar 1856 Ritter des Roten Adlerordens I. Klasse und seit 1860 Großkomtur des Königlichen Hausordens von Hohenzollern. Am 13. Februar 1837 heiratete er in Elberfeld seine Nichte 3. Grades Charlotte Meckel, eine Tochter von Caspar Wilhelm Meckel, mit der er acht Kinder hatte. Sein Sohn Louis Alexander Simons wurde preußischer Verwaltungsbeamter und Landrat.